# 復興門駅 (北京市)
復興門駅（ふっこうもん-えき）は、中華人民共和国北京市西城区に位置する、北京地下鉄の駅。

## 利用可能な鉄道路線
1号線と2号線が乗り入れている。

## 歴史
- 1984年9月20日 - 2号線全線開通と共に開業。
- 1985年1月1日 - 当時全国人大常委会委員長（中国語版）だった彭真が北京地下鉄を視察時に、駅構内に「共青團站」と書いた[1]。
- 1987年12月28日 - 1号線と2号線の運転を分離。乗換駅となる。

## 駅構造

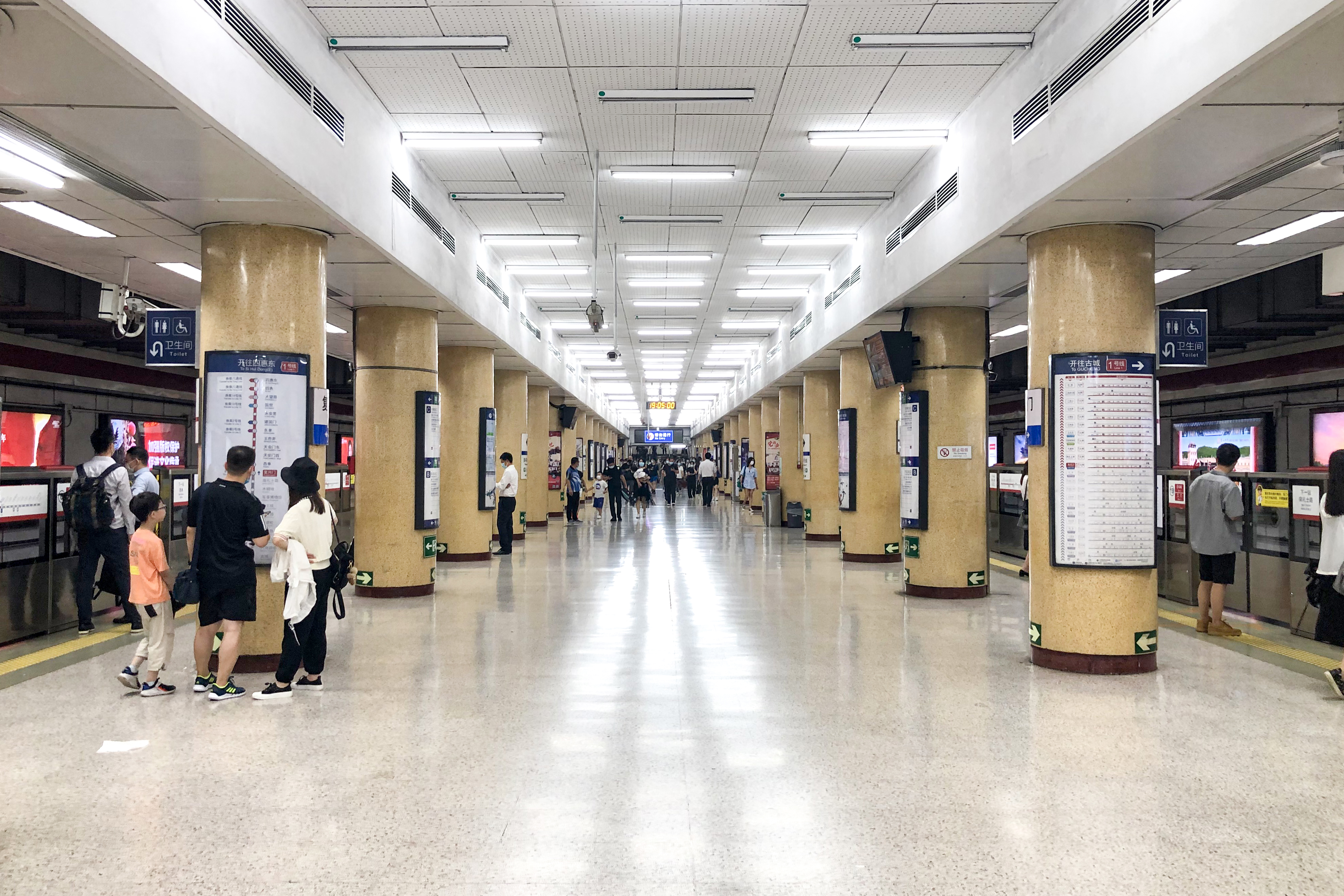
1号線ホーム

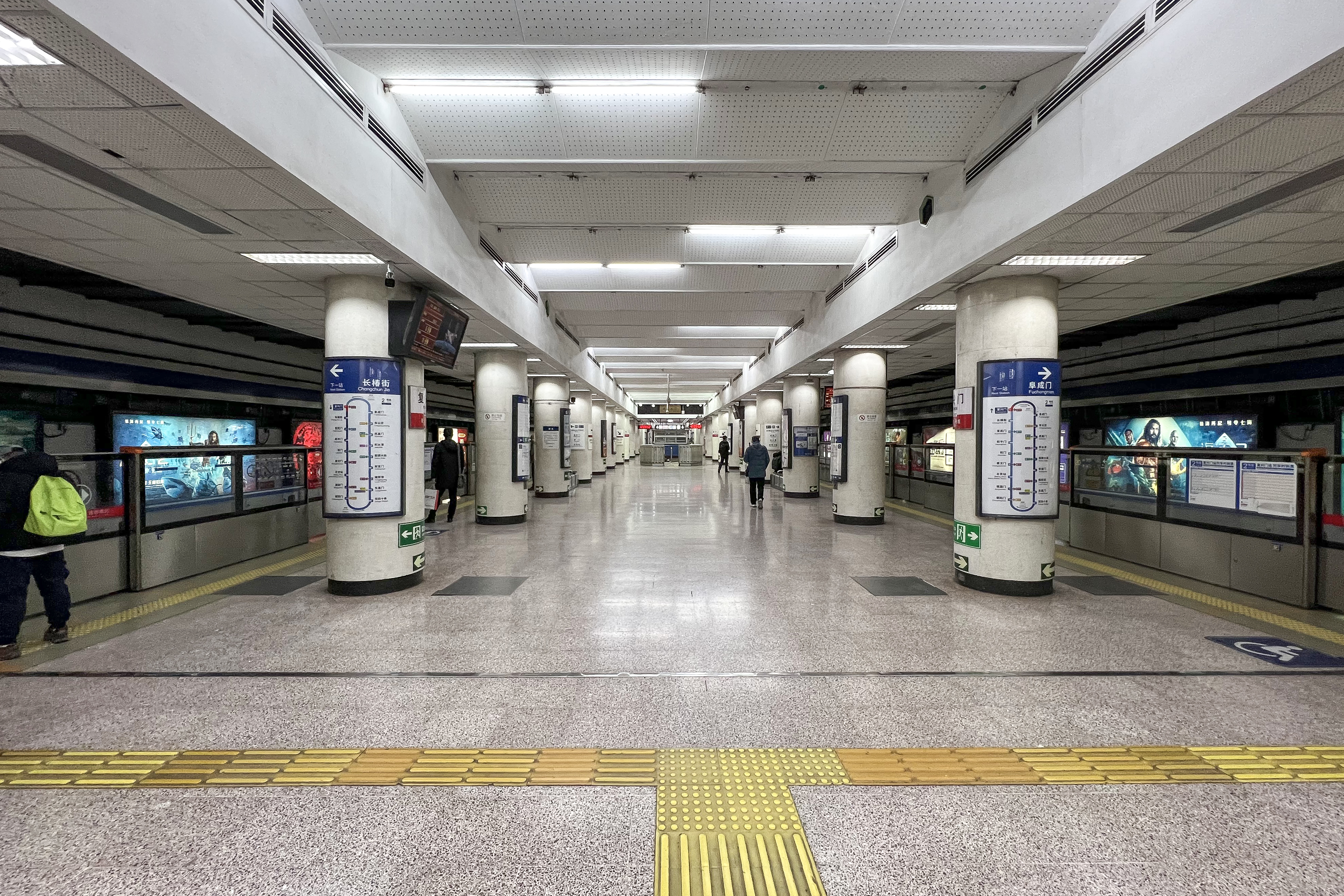
2号線ホーム

地下1階に改札口、地下2階に2号線ホーム、地下3階に1号線ホームがある地下駅。出口はA〜Dの4ヶ所ある。
1号線・2号線ホーム共に島式ホーム1面2線を有しており、両ホーム共に可動式ホーム柵が設けられている。

### のりば
両路線ともに案内上ののりば番号は設定されていない。
| 1号線ホーム (B3F) | 1号線ホーム (B3F) | 1号線ホーム (B3F)              |
| ----------------- | ----------------- | ------------------------------ |
| 西方向            | 1号線             | 軍事博物館・公主墳・苹果園方面 |
| 東方向            | 1号線             | 王府井・国貿・四恵東方面       |
| 2号線ホーム (B2F) |                   |                                |
| 内回り            | 2号線             | 阜成門・西直門・鼓楼大街方面   |
| 外回り            | 2号線             | 長椿街・前門・北京駅方面       |

## 駅周辺
- 北京金融街
- 中国建設銀行本店
- 国家新聞出版広電総局
- 中央人民広播電台
- 北京国際金融大厦（中国語版）
- 中国人民銀行本店
- 中国交通銀行本店
- 中国教育電視台
- 中国工芸美術館（中国語版）
- 中国広播劇場
- 太平橋駅（19号線）

## 隣の駅
北京地下鉄
 1号線
南礼士路駅 - 復興門駅 - 西単駅
 2号線
阜成門駅 - 復興門駅 - 長椿街駅